# Stapelia leendertziae

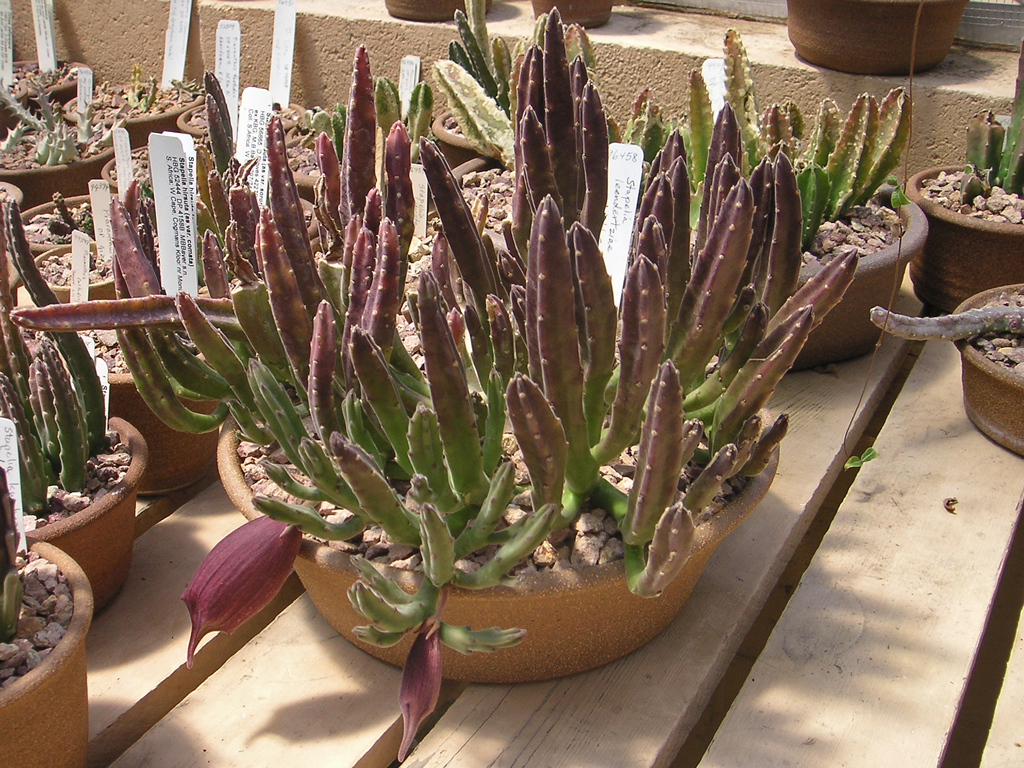
Wuchsform und Knospen von Stapelia leendertziae

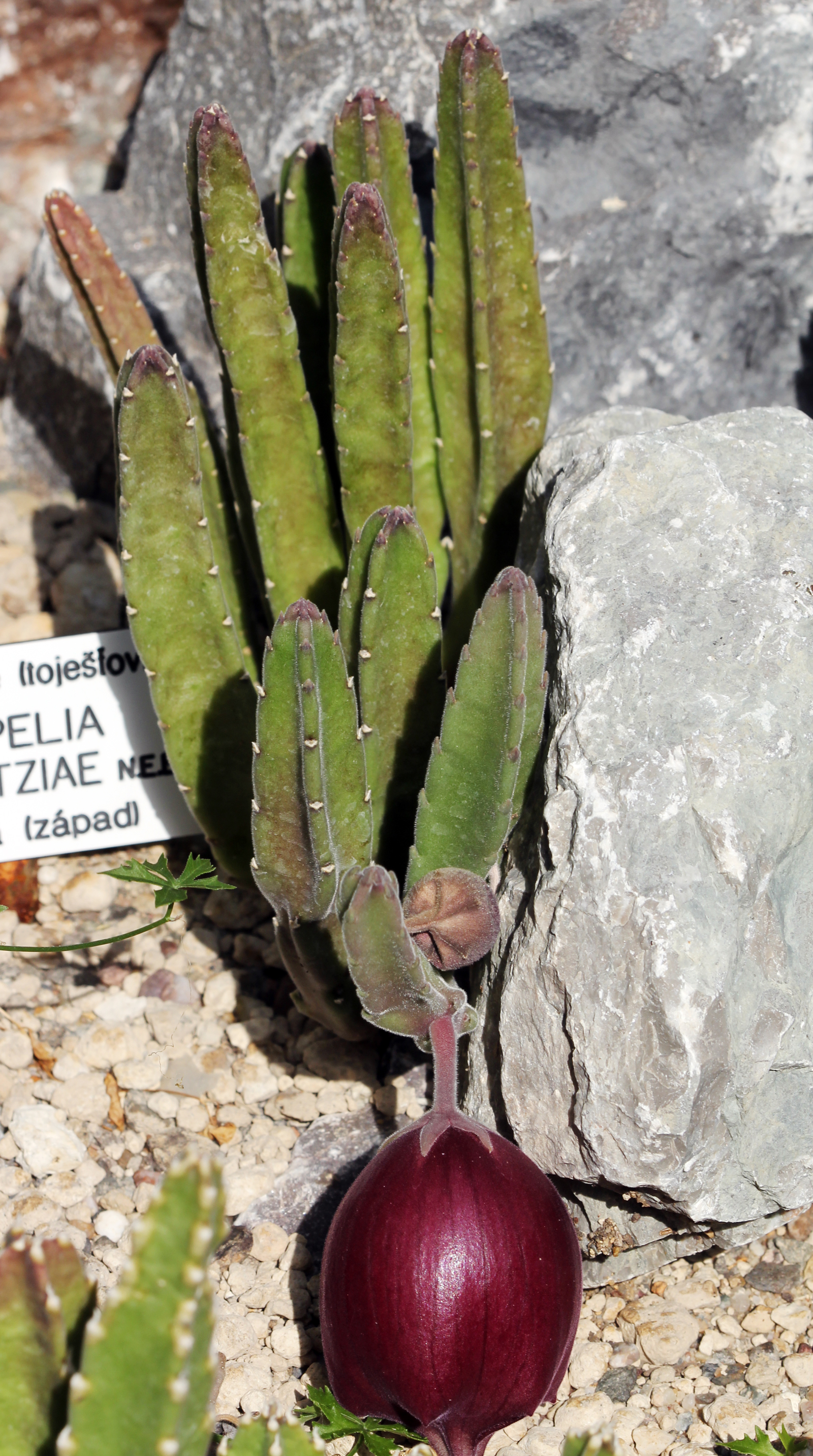
Im Botanischen Garten in Prag

Stapelia leendertziae ist eine Pflanzenart aus der Unterfamilie der Seidenpflanzengewächse (Asclepiadoideae). Sie wird wie viele andere Arten der Gattung Stapelia (und anderer Vertreter der Stapeliinae) auch Aasblume genannt. Der Artname ehrt die nordholländische Apothekerin und Botanistin Reino Pott (geborene Leendertz, 1869–1965), die das Typusexemplar 1909 gesammelt hatte.

## Merkmale
Stapelia leendertziae bildet stammsukkulente, mattgrün bis schwach glänzende, mehr oder weniger schlanke, vier-rippige Triebe, deren Seiten stark konkav gewölbt sind. Die Triebe wachsen niedergebogen-liegend bis aufrecht und bilden kompakte Wuchsformen. Die Blättchen sind etwa 2,5 mm lang und vergänglich. Nach dem Abfallen der Blättchen bleiben lediglich weiße, halbmondförmige Taschen um den Blattgrund stehen.
Die purpurfarbene Blütenknospe ist kugelig oder längsoval und apikal zugespitzt. Sie sitzt auf einem 2 bis 3 cm langen Blütenstiel. Die Kelchblätter messen 0,6 bis 1,2 cm in der Länge. Die dunkelrote bis purpurfarbene Blütenkrone misst bis ca. 5 cm im Durchmesser und ist glockenförmig. Die Kronenröhre ist innen dicht behaart. Die Kronenzipfel sind etwa 1 × 1 cm groß, dreieckig und mäßig bis stark nach außen gebogen. Die Ränder sind schwach behaart, die Zipfel sind innen mit Querrunzeln besetzt. Die Nebenkrone ist braun bis dunkel purpurfarben. Die aufrecht stehenden, interstaminalen Nebenzipfel sind tief geteilt und verengen sich apikal. Die staminalen Nebenzipfel sind frei, stehen aufrecht und sind bis etwa 9 mm lang. Sie sind rechteckig und dorsoventral abgeflacht sowie basal auf dem Rücken flügelartig verlängert. Der Apikalfortsatz ist sehr dünn. Das Pollinium ist breit-oval und misst 0,8 × 0,6 mm.
Die Früchte stehen einzeln und werden bis 15 cm lang.
Die Chromosomenzahl beträgt 2n = 22.

## Verbreitung
Die Art kommt in Südafrika (Provinzen Gauteng, Mpumalanga und KwaZulu-Natal) und in Eswatini vor. Sie wird inzwischen auch kultiviert und gelegentlich von Spezialgärtnereien angeboten.

## Synonyme
Die Art wurde von Nicholas Edward Brown 1910 aus der Provinz Gauteng (Südafrika) erstmals beschrieben. Später wurde von Carl August Lückhoff noch der Name Stapelia wilmaniae vorgeschlagen, der jedoch von Müller & Meve (in Albers und Meve, 2002) als jüngeres Synonym von Stapelia leendertziae betrachtet wird.